# Elecciones municipales de Cabo Verde de 2020
Las elecciones municipales de Cabo Verde de 2020 tuvieron lugar el 25 de octubre del mencionado año, con el objetivo de renovar las instituciones de los 22 municipios que componen la República de Cabo Verde para el período 2020-2024. Se eligieron a los 138 miembros de las 22 cámaras municipales gobernantes, así como a los 342 legisladores de las respectivas Asambleas Municipales. Fueron las octavas elecciones municipales caboverdianas desde la instauración de los municipios autónomos en 1991, así como el segundo proceso electoral local que se celebró bajo el gobierno de Ulisses Correia e Silva. Los comicios se realizaron en el marco de la pandemia global de COVID-19. En Cabo Verde, había 8.848 casos confirmados al momento de las elecciones, con 95 fallecidos. El 28 de marzo del mismo año se había declarado el estado de emergencia por primera vez en la historia del país, implementándose numerosas restricciones sociales. Se organizaron también protocolos estrictos durante la votación.
El oficialista Movimiento para la Democracia (MpD), que en general ha dominado el panorama municipal caboverdiano desde las primeras elecciones en 1991, obtuvo la victoria con el 48,29% de los votos válidamente emitidos en todo el país para camaristas municipales, emergiendo como primera fuerza en catorce de los veintidós municipios, sumando 81 camaristas y 178 asambleístas. Sin embargo, la principal fuerza de la oposición, el Partido Africano de la Independencia de Cabo Verde (PAICV) demostró un importante crecimiento de votos con respecto a los anteriores comicios, con un 40,01%, y arrebató al MpD el gobierno de cinco municipios, incluyendo Praia, capital y ciudad más poblada del país, así como tres localidades (São Domingos, Tarrafal y Ribeira Grande de Santiago), que no habían sido gobernadas por el partido desde la democratización. En total sumó 58 camaristas y 141 asambleístas.
Dentro de los terceros partidos, la Unión Caboverdiana Independiente y Democrática (UCID), tercera fuerza nacional, logró convertirse en segunda fuerza en São Vicente, logrando a su vez una presencia en la Cámara en una competencia a tres bandas con el MpD y el PAICV, y obtuvo representación en las Asambleas de Paul y Porto Novo. El resto de las formaciones participaron solo a nivel local, y unos pocos grupos independientes lograron representación en cuatro Asambleas Municipales. La participación fue del 58,44% del electorado registrado para camaristas y del 58,42% para asambleístas.

## Reglas electorales

### Sistema electoral
Cada uno de los municipios caboverdianos tiene un poder ejecutivo encabezado por una Cámara Municipal colegiada, cuyo presidente (que debe ser uno de sus miembros) en la práctica actúa como «alcalde», y un poder legislativo representado por una Asamblea Municipal con poderes deliberativos. Los municipios con 30.000 habitantes eligen 21 escaños de la Asamblea Municipal y 9 camaristas. Los municipios con menos de 30.000 habitantes, pero más de 10.000, eligen 17 escaños de la Asamblea Municipal y 7 camaristas. Por último, los municipios con menos de 10.000 habitantes eligen 13 escaños de la Asamblea Municipal y 5 camaristas. Las Asambleas Municipales se eligen por representación proporcional por listas con distribución mediante sistema d'Hondt. Con respecto a la Cámara Municipal, si un partido logra mayoría absoluta de votos válidamente emitidos obtendrá la totalidad de los escaños, mientras que, si ningún partido logra esta mayoría, los escaños se distribuirán de manera proporcional entre los partidos por el mismo sistema que la Asamblea Municipal.
Todos los ciudadanos caboverdianos mayores de dieciocho años, así como los extranjeros y apátridas con residencia legal y habitual en Cabo Verde durante más de tres años antes de las elecciones, así como los ciudadanos portugueses legalmente establecidos en el territorio del archipiélago y debidamente empadronados cuentan con derecho a voto. Del mismo modo, aquellos que cumplan los requisitos para tener derecho a voto y los extranjeros o apátridas legalmente establecidos en Cabo Verde por al menos cinco años antes de las elecciones pueden ser candidatos a los órganos municipales del distrito en el que se encuentren registrados. Los partidos políticos pueden presentar listas de candidatos a los órganos municipales y, en principio, el cabeza de lista del partido para la Cámara Municipal se considera candidato a alcalde. Un grupo de ciudadanos no afiliados que logren reunir firmas de un 5% de los electores registrados en el distrito pueden configurar un grupo independiente.

### Cargos a elegir
| Municipio                  | Camaristas | Asambleístas |
| -------------------------- | ---------- | ------------ |
| Paul                       | 5          | 13           |
| Ribeira Grande             | 7          | 17           |
| Porto Novo                 | 7          | 17           |
| São Vicente                | 9          | 21           |
| Ribeira Brava              | 5          | 13           |
| Tarrafal de São Nicolau    | 5          | 13           |
| Sal                        | 7          | 17           |
| Boavista                   | 5          | 13           |
| Maio                       | 5          | 13           |
| Praia                      | 9          | 21           |
| Ribeira Grande de Santiago | 5          | 13           |
| São Domingos               | 7          | 17           |
| Santa Cruz                 | 7          | 17           |
| São Lourenço dos Órgãos    | 5          | 13           |
| Santa Catarina             | 9          | 21           |
| Santa Catarina do Fogo     | 5          | 13           |
| São Salvador do Mundo      | 5          | 13           |
| São Miguel                 | 7          | 17           |
| Tarrafal                   | 7          | 17           |
| Mosteiros                  | 5          | 13           |
| São Filipe                 | 7          | 17           |
| Brava                      | 5          | 13           |
| Total                      | 138        | 342          |

## Resultados

### Nivel general
|  | 48.29 % |

|  | 47.22 % |

|  | 40.01 % |

|  | 39.59 % |

|  | 5.71 % |

|  | 6.27 % |

|  | 1.24 % |

|  | 1.26 % |

|  | 0.97 % |

|  | 1.02 % |

|  | 0.90 % |

|  | 0.89 % |

|  | 0.54 % |

|  | 0.67 % |

|  | 0.41 % |

|  | 0.47 % |

|  | 0.39 % |

|  | 0.43 % |

|  | 0.27 % |

|  | 0.30 % |

|  | 0.22 % |

|  | 0.39 % |

|  | 0.21 % |

|  | 0.84 % |

|  | 0.20 % |

|  | 0.24 % |

|  | 0.16 % |

|  | 0.18 % |

|  | 0.11 % |

|  | 0.12 % |

|  | 0.10 % |

|  | 0.12 % |

|  | 96.99 % |

|  | 96.82 % |

|  | 1.75 % |

|  | 1.30 % |

|  | 1.26 % |

|  | 1.88 % |

|  | 100.00 % |

|  | 100.00 % |

|  | 58.44 % |

|  | 58.42 % |

### Desglose por municipio
|  | 53.35 % |

|  | 37.75 % |

|  | 46.65 % |

|  | 40.29 % |

|  | 21.96 % |

|  | 97.60 % |

|  | 93.94 % |

|  | 1.47 % |

|  | 1.83 % |

|  | 0.93 % |

|  | 4.23 % |

|  | 100.00 % |

|  | 100.00 % |

|  | 63.64 % |

|  | 63.73 % |

|  | 55.77 % |

|  | 55.58 % |

|  | 44.23 % |

|  | 44.42 % |

|  | 98.28 % |

|  | 97.79 % |

|  | 0.88 % |

|  | 1.19 % |

|  | 0.84 % |

|  | 1.02 % |

|  | 100.00 % |

|  | 100.00 % |

|  | 60.96 % |

|  | 60.96 % |

|  | 73.56 % |

|  | 71.53 % |

|  | 26.44 % |

|  | 28.47 % |

|  | 96.58 % |

|  | 96.81 % |

|  | 2.11 % |

|  | 1.69 % |

|  | 1.41 % |

|  | 1.50 % |

|  | 100.00 % |

|  | 100.00 % |

|  | 61.73 % |

|  | 61.73 % |

|  | 66.12 % |

|  | 66.71 % |

|  | 33.88 % |

|  | 33.29 % |

|  | 98.94 % |

|  | 98.69 % |

|  | 0.38 % |

|  | 0.63 % |

|  | 0.68 % |

|  | 0.68 % |

|  | 100.00 % |

|  | 100.00 % |

|  | 66.95 % |

|  | 66.89 % |

|  | 56.38 % |

|  | 54.31 % |

|  | 37.97 % |

|  | 36.78 % |

|  | 5.65 % |

|  | 8.91 % |

|  | 96.19 % |

|  | 96.21 % |

|  | 2.31 % |

|  | 2.08 % |

|  | 1.50 % |

|  | 1.71 % |

|  | 100.00 % |

|  | 100.00 % |

|  | 71.47 % |

|  | 71.47 % |

|  | 61.96 % |

|  | 60.45 % |

|  | 32.09 % |

|  | 32.01 % |

|  | 5.95 % |

|  | 7.54 % |

|  | 95.52 % |

|  | 95.84 % |

|  | 2.89 % |

|  | 2.58 % |

|  | 1.59 % |

|  | 1.58 % |

|  | 100.00 % |

|  | 100.00 % |

|  | 67.59 % |

|  | 67.59 % |

|  | 46.87 % |

|  | 46.61 % |

|  | 44.42 % |

|  | 43.21 % |

|  | 2.12 % |

|  | 2.38 % |

|  | 2.02 % |

|  | 2.20 % |

|  | 1.93 % |

|  | 2.35 % |

|  | 1.09 % |

|  | 1.43 % |

|  | 1.03 % |

|  | 1.21 % |

|  | 0.51 % |

|  | 0.59 % |

|  | 97.53 % |

|  | 97.55 % |

|  | 1.78 % |

|  | 1.80 % |

|  | 0.69 % |

|  | 0.65 % |

|  | 100.00 % |

|  | 100.00 % |

|  | 44.43 % |

|  | 44.35 % |

|  | 51.89 % |

|  | 52.57 % |

|  | 48.11 % |

|  | 47.43 % |

|  | 94.36 % |

|  | 92.91 % |

|  | 4.00 % |

|  | 4.37 % |

|  | 1.64 % |

|  | 1.72 % |

|  | 100.00 % |

|  | 100.00 % |

|  | 66.32 % |

|  | 66.32 % |

|  | 52.20 % |

|  | 51.99 % |

|  | 47.80 % |

|  | 48.01 % |

|  | 98.09 % |

|  | 97.80 % |

|  | 1.15 % |

|  | 1.48 % |

|  | 0.76 % |

|  | 0.72 % |

|  | 100.00 % |

|  | 100.00 % |

|  | 70.88 % |

|  | 70.88 % |

|  | 60.80 % |

|  | 59.70 % |

|  | 20.49 % |

|  | 20.20 % |

|  | 18.71 % |

|  | 19.10 % |

|  | 95.32 % |

|  | 95.48 % |

|  | 2.43 % |

|  | 2.40 % |

|  | 2.25 % |

|  | 2.12 % |

|  | 100.00 % |

|  | 100.00 % |

|  | 66.11 % |

|  | 66.11 % |

|  | 71.92 % |

|  | 66.50 % |

|  | 17.85 % |

|  | 20.73 % |

|  | 10.23 % |

|  | 12.77 % |

|  | 97.61 % |

|  | 96.51 % |

|  | 1.44 % |

|  | 1.59 % |

|  | 1.63 % |

|  | 1.67 % |

|  | 100.00 % |

|  | 100.00 % |

|  | 55.64 % |

|  | 55.64 % |

|  | 51.92 % |

|  | 51.38 % |

|  | 48.08 % |

|  | 48.62 % |

|  | 98.98 % |

|  | 98.51 % |

|  | 0.51 % |

|  | 0.95 % |

|  | 0.51 % |

|  | 0.54 % |

|  | 100.00 % |

|  | 100.00 % |

|  | 74.85 % |

|  | 74.85 % |

|  | 48.32 % |

|  | 47.82 % |

|  | 37.83 % |

|  | 37.59 % |

|  | 11.58 % |

|  | 12.11 % |

|  | 2.27 % |

|  | 2.48 % |

|  | 97.35 % |

|  | 96.23 % |

|  | 1.27 % |

|  | 1.39 % |

|  | 1.74 % |

|  | 1.59 % |

|  | 100.00 % |

|  | 100.00 % |

|  | 62.84 % |

|  | 62.84 % |

|  | 68.51 % |

|  | 67.57 % |

|  | 31.49 % |

|  | 32.43 % |

|  | 96.96 % |

|  | 96.55 % |

|  | 1.61 % |

|  | 2.21 % |

|  | 1.43 % |

|  | 1.24 % |

|  | 100.00 % |

|  | 100.00 % |

|  | 67.73 % |

|  | 67.73 % |

|  | 55.61 % |

|  | 54.89 % |

|  | 39.76 % |

|  | 39.99 % |

|  | 4.63 % |

|  | 5.11 % |

|  | 97.05 % |

|  | 96.08 % |

|  | 1.35 % |

|  | 1.66 % |

|  | 1.27 % |

|  | 1.18 % |

|  | 100.00 % |

|  | 100.00 % |

|  | 72.77 % |

|  | 72.77 % |

|  | 51.82 % |

|  | 51.78 % |

|  | 47.07 % |

|  | 46.85 % |

|  | 1.11 % |

|  | 1.37 % |

|  | 98.50 % |

|  | 97.88 % |

|  | 0.99 % |

|  | 1.20 % |

|  | 0.97 % |

|  | 0.99 % |

|  | 100.00 % |

|  | 100.00 % |

|  | 61.94 % |

|  | 61.94 % |

|  | 57.61 % |

|  | 56.49 % |

|  | 42.39 % |

|  | 43.51 % |

|  | 97.10 % |

|  | 97.03 % |

|  | 1.46 % |

|  | 1.44 % |

|  | 1.44 % |

|  | 1.53 % |

|  | 100.00 % |

|  | 100.00 % |

|  | 72.10 % |

|  | 72.10 % |

|  | 69.93 % |

|  | 69.71 % |

|  | 30.07 % |

|  | 30.29 % |

|  | 94.93 % |

|  | 95.53 % |

|  | 2.92 % |

|  | 2.65 % |

|  | 2.15 % |

|  | 1.82 % |

|  | 100.00 % |

|  | 100.00 % |

|  | 58.67 % |

|  | 58.67 % |

|  | 55.57 % |

|  | 55.18 % |

|  | 44.43 % |

|  | 44.82 % |

|  | 96.76 % |

|  | 96.23 % |

|  | 1.75 % |

|  | 2.28 % |

|  | 1.49 % |

|  | 1.49 % |

|  | 100.00 % |

|  | 100.00 % |

|  | 68.31 % |

|  | 68.31 % |

|  | 38.74 % |

|  | 38.01 % |

|  | 32.73 % |

|  | 32.81 % |

|  | 20.34 % |

|  | 20.84 % |

|  | 8.19 % |

|  | 8.34 % |

|  | 96.94 % |

|  | 97.22 % |

|  | 2.04 % |

|  | 2.03 % |

|  | 1.19 % |

|  | 1.15 % |

|  | 100.00 % |

|  | 100.00 % |

|  | 56.58 % |

|  | 56.57 % |

|  | 52.35 % |

|  | 48.21 % |

|  | 38.76 % |

|  | 38.02 % |

|  | 5.37 % |

|  | 9.43 % |

|  | 2.59 % |

|  | 2.96 % |

|  | 0.94 % |

|  | 1.38 % |

|  | 97.42 % |

|  | 97.00 % |

|  | 1.15 % |

|  | 1.55 % |

|  | 1.43 % |

|  | 1.45 % |

|  | 100.00 % |

|  | 100.00 % |

|  | 66.78 % |

|  | 66.75 % |

|  | 57.06 % |

|  | 55.15 % |

|  | 24.16 % |

|  | 24.46 % |

|  | 18.78 % |

|  | 20.39 % |

|  | 97.14 % |

|  | 96.86 % |

|  | 1.60 % |

|  | 1.92 % |

|  | 1.26 % |

|  | 1.22 % |

|  | 100.00 % |

|  | 100.00 % |

|  | 68.16 % |

|  | 68.18 % |